# کبان
کبان (به ترکی استانبولی: Keban) یک منطقهٔ مسکونی در ترکیه است که در استان الازیغ واقع شده‌است. کبان ۷۸۰ متر بالاتر از سطح دریا واقع شده‌است.